# Abildgaardsgade
Abildgaardsgade er en gade i Kartoffelrækkerne i København, der går fra Øster Farimagsgade til Øster Søgade ved Sortedams Sø. Gaden består af små beboelseshuse med haver og er en del af kvarteret Kartoffelrækkerne.
Gaden er opkaldt efter maleren Nicolai Abildgaard.